# Mic Michaeli
 Der er for få eller ingen kildehenvisninger i denne artikel, hvilket er et problem. Du kan hjælpe ved at angive troværdige kilder til de påstande, som fremføres i artiklen.

Gunnar Mathias "Mich" Michaeli (født 11. november 1962 i Upplands Väsby, Sverige) er keyboardspilleren for det svenske rockband Europe. Ligesom mange af de andre Europe-medlemmer voksede han op i Stockholm. Han har været med i Europe siden 1984, da Europe spillede deres Wings Of Tomorrow-tour. Han overtog sangeren Joey Tempests rolle bag keyboardet.